# Киньоло По
Киньо̀ло По̀ (на италиански: Chignolo Po, на местен диалект: Chignö, Киньо) е малко градче и община в Северна Италия, провинция Павия, регион Ломбардия. Разположено е на 68 m надморска височина. Населението на общината е 4109 души (към 2010 г.).